# Recz (gmina)
Recz est une gmina mixte du powiat de Choszczno, Poméranie occidentale, dans le nord-ouest de la Pologne. Son siège est la ville de Recz, qui se situe environ 15 km au nord-est de Choszczno et 67 km à l'est de la capitale régionale Szczecin.
La gmina couvre une superficie de 180,13 km2 pour une population de 5 645 habitants en 2016.

## Géographie
Outre la ville de Recz, la gmina inclut les villages de Bytowo, Chełpina, Grabowiec, Jarostowo, Kraśnik, Lestnica, Lubieniów, Nętkowo, Pamięcin, Pomianka, Pomień, Rajsko, Rybaki, Rybnica, Sicko, Słutowo, Sokoliniec, Suliborek, Sulibórz, Trzebień, Wielgoszcz, Witosław, Zdbino et Żeliszewo.
La gmina borde les gminy de Choszczno, Dobrzany, Drawno, Ińsko, Kalisz Pomorski et Suchań.